# Piesniary
Piesniary (biał. Песняры), znany także jako Liawony (biał. Лявоны) – białoruski zespół muzyczny założony w 1969 roku przez gitarzystę Władimira Muliawina.

## Historia zespołu
Zespół Piesniary powstał w 1969 roku, początkowo muzycy występowali pod nazwą Liawony. W 1971 roku grupa wydała swój debiutancki album studyjny, a w 1974 roku ukazała się ich druga płyta długogrająca. W 1976 roku zagrali trasę koncertową po Stanach Zjednoczonych, występowali tam razem z innymi folkowym zespołem, The New Christy Minstrels. W 1978 roku ukazały się dwie nowe płyty studyjne zespołu.
W 1979 roku zespół został wyróżniony tytułem Zasłużonego Artysty Związku Radzieckiego. W 1983 roku premierę miała ich płyta koncertowa zatytułowana Zaczarowannaja moja. W 2001 roku zespół wydał płytę zatytułowaną Molodost moja....
26 stycznia 2003 roku Władimir Muliawin uległ śmiertelnemu wypadkowi samochodowemu, przez co oryginalny skład zespołu zakończył działalność. Obecnie trzy różne zespoły występują pod nazwą Piesniary: Białorusky Narodowy Zespół „Piesniary”, Białoruskie Piesniary (założony przez byłego saksofonistę z oryginalnego składu, Władisława Misewicza) oraz Piesniary, którego liderem jest były wokalista oryginalnego składu, Leanid Barkiewicz. Każda z grup koncertuje oraz gra utwory z repertuaru pierwotnego zespołu.

## Skład
Skład zespołu kilkukrotnie ulegał zmianom.
- Władimir Muliawin – śpiew, gitara (1968–2003)
- Waleri Muliawin – gitara, trąbka (1968–1973)
- Leonid Bartkiewicz – śpiew (1969–1980)
- Anatoli Kaszeparow – śpiew (1970–1990)
- Waleri Dajneka – śpiew (1976–1992)
- Igor Penia – śpiew (1980–1998)
- Leanid Tyszko – gitara basowa (1968–1981)
- Władisław Misewicz – saksofon, flet (1968–1992)
- Aleksander Demeszko – perkusja (1968–1988)
- Waleri Jaszkin – instrumenty klawiszowe, lira korbowa (1968–1977)
- Władimir Nikołajew – instrumenty klawiszowe, puzon (1971–1980)
- Czesław Popławski – skrzypce, gitara (1972–1979)

## Dyskografia

### Albumy studyjne
| Rok  | Tytuł               | Pisownia oryginalna |
| ---- | ------------------- | ------------------- |
| 1972 | Piesniary I         | «Песняры I»         |
| 1974 | Piesniary II        | «Песняры II»        |
| 1978 | Piesniary III       | «Песняры III»       |
| 1979 | Piesniary IV        | «Песняры IV»        |
| 1979 | Gusliar             | «Гусляр»            |
| 1983 | Zaczarovannaja moja | «Зачарованная моя»  |
| 1985 | Czerez vsiu vojnu   | «Через всю войну»   |